# Света Марина (Пловдив)
Вижте пояснителната страница за други значения на Света Марина.
„Света Марина“ е православна църква в град Пловдив, България, митрополитски катедрален храм на Пловдивската епархия на Българската православна църква. Намира се на ул. „Д-р Вълкович“ № 7.

## История
Преданието твърди, че първоначално тази църква била разположена край река Марица, на мястото на Имарет джамия. При издигането на джамията през 1444 година османците разрушили храма, а на християните разрешили да си построят нов, но другаде. Така „Света Марина“ била преиздигната там, където е днес, южно от Трихълмието. Това предание е съмнително, тъй като до XV век мястото на сегашната Имарет джамия е било далеч извън чертите на града.
Според посетилия Пловдив през 1578 г. Стефан Герлах в града имало осем църкви, главна от които била „Света Марина“. В нея редовно ставало богослужение; там се намирало и седалището на митрополита.
Заличен през 1906 година надпис сочел, че църквата е обновена из основи през 1561 година. По времето на митрополит Неофит Пловдивски (1698 – 1711) сградата изгаря при пожар. Събирането на средства за нова постройка започва през 1721 г. и кара някои бедни пловдивчани да се оплачат на османските власти, че местните чорбаджии Андон Хаджи, Константин Мавродиуглу и Панаяни ги обложили за целта с извънреден данък и затова чорбаджиите са наказани. Храмът е завършен и осветен през 1783 година с ктиторството на преселилия се в Пловдив от Лозенград Иван Коюмджиоглу, чийто гроб стоял в църковния двор до 1852 година.
В днешния си вид „Света Марина“ съществува от 1851 – 1856 г., когато брациговски майстори начело с Никола Томчев (1797 – 1868) я издигат наново, с каменна зидария. Тъй като по това време османските власти вече не ограничават строежа на църковните сгради, новото здание явно надвишава по размер старото и е увенчано с купол. Освещаването е извършено от тогавашния митрополит Хрисант в деня на св. св. Константин и Елена (21 май), 1856 г.
„Света Марина“ остава катедрален храм на Пловдивската патриаршеска митрополия до антигръцките вълнения през 1906 г., когато минава под ведомството на Българската екзархия. В доклад на Пловдивската митрополия до софийския Свети синод от 5 август 1906 г. се съобщава: „След митинга, който се свърши около 11 часа преди пладне [на 16 юли 1906 г.], множеството едногласно завикало: „На „Света Марина“!“ и потеглило към тая църква вкупом и завзело тоже без никое съпротивление и нея, като викало и чакало за отслужване на молебен.... След доста време... е бил намерен и доведен в църквата сакеларий Д. Чукурлиев, който е извършил молебен при тишина. И тук не е имало никакъв инцидент, освен гдето в началото – при завземане на църквата – са изпокъсани гръцките църковни книги. След молебена тоже е било избрано временно настоятелство. Още при завземане тая църква едно множество се втурнало в зданието, гдето се помещаваше Гръцката митрополия и започнало да троши и опропастява безразборно всичко в него – стъклата на прозорците, разни книги, мобили и пр., но е било спряно всичко това от страна на военната власт и поставен караул, който и запази по-нататъшното разрушение на Митрополията и всичко останало.“
Храмовият празник е 17 юли, когато църквата почита паметта на великомъченица Марина Антиохийска. В храма като голяма драгоценност се пази частица от нейните свети мощи.

## Архитектура и стенопис
Църковната сграда представлявала типична за възрожденския период базилика, състояща се от три кораба, разделени помежду си от два реда колони с капители и полукръгли арки между тях. Куполът е с многостенна форма.
От западната си страна храмът има открита колонада-преддверие, изписана с библейски сцени от одринския зограф Стефан К. Никитас през 1858 г. Сцените са общо 29, като 24 от тях са старозаветни: Соломоновият съд, страдащият Йов, Давид побеждава Голиат, Самсон убива лъва, Медната змия, намирането на Мойсей в реката, Мойсей получава скрижалите, молитвата на Мойсей, ангел Господен прегражда пътя на Валаама, братята на Йосиф го продават в Египет, Исаак благославя Иаков, изгонването на Измаил и неговата майка Агар, Лот бяга от Содом, Каин убива Авел, грехопадението на Адам и Ева, всемирният потоп. „Стенописите показват явното влияние на илюстрациите в някоя библия, свободно оцветени от живописеца.“ 
Куполообразният свод в средата на преддверието е изрисуван вероятно от Стефан Андонов към 1866 г. Образите в полукръглите полета над вратите са добавени около 1910 г. от Георги Ксафов от Станимака (1856 – 1931). Негово дело е бил и стенописът „Възкресение Христово“ върху дворната стена срещу главния вход на храма, който по-късно е прерисуван наново. Художникът Харалампи Тачев изписва вътрешността на църквата през 1929 – 1931 г.
През 2011 г. църковната сграда претърпява основен ремонт: покривът е поправен, подът е пренастлан с нови мраморни плочи, декоративните фризове и кантове по стените и целите сводове са облепени с наподобяващи църковна стенопис тапети, като при това са запазени иконите-фрески с изображения на светци.
В северната част на двора се издига шестетажна дървена камбанария, висока около 17 м. Изработена от здраво дъбово дърво, тя представлява единствено по рода си произведение на църковното строителство от ХІХ в. Реставрирана е през 1953 г. Всичките 8 камбани, разположени на върха ѝ, са дело на прочутия леярски род Велеганови. Най-голямата от тях тежи 180 кг, а най-малката – само 5 кг. Една има надпис от 1869 – 1870 г. (предполага се, че тогава е била издигната и самата камбанария). Днес „Света Марина“ е пловдивският храм с най-голям брой камбани.

## Вътрешно обзавеждане
Украсените с дърворезба иконостас, амвон и (незапазен до наши дни) балдахин над Светия Престол (олтара) са работени около 1821 – 1825 г. от „майстори цънцари от Мецово“. Навярно това са били Коста Коци и Коста Пасико, подписали през 1821 г. много сходния по изработка иконостас на храма „Успение Богородично“ в Асеновград. Резбата в „Света Марина“ е от орехово дърво (върху липов скелет) и се отличава с голяма изящност. Венцеслав Константинов я описва по следния начин:
| „ | В цветните орнаменти на иконостаса взимат участие най-красивите български цветя. Тук откриваме стилизирани рози и божури, разцъфнали карамфили, маргарити и макове, зрели слънчогледи. Сред ажурните извивки на дървото изникват плодове – грозде, смокини, нарове. Вплетени са различни пойни птици – славеи, дроздове, чучулиги, разпознаваме орли, щъркели и гълъби, а също и фантастични същества, рожба на артистичното въображение на майсторите – змейове, дракони, крилати лъвове, ангели и херувими... Целият иконостас представлява чудна завеса от растителни и цветни спирали, прелестна песен на радостта, тържествен химн на живота. Виждаме как майката птица храни рожбата си, по-нататък свиреп лъв държи голям боздуган, а библейският Самсон разтваря устата на лъва. Проследяваме борбата между птица и змия, докато една сърна в бяг е захапана от ловджийското куче. Шестокрил ангел се рее над друга ловна сцена, в която е изобразен ловец с пушка и гарван с огромна човка. На царските двери изпъкват фигурите на Свети Георги, който убива змея, и на Свети Димитър. Техните изображения са включени в изящната плетеница – сред нея се открояват два огромни дракона, държащи в устата си чепка грозде, от което кълве мирен гълъб. Тази дълбока символика изразява всечовешката жажда за радост и укротено от пагубни страсти битие. | “ |

В иконостаса иконите на Иисус Христос и света Богородица са рисувани през 1868 г. от Станислав Доспевски, тези на Рождество Христово (1866), св. Тома (1855), св. Марина (1858) и Три светители са дело на Никола Одринчанин, а иконата на свети Спиридон (1837) е приписвана на Захарий Зограф.
Два кивота (големи рамки за икони) и еднаквият по изпълнение с тях владишки трон са резбовани вероятно през 50-те години на ХІХ в. от Димитър или Антон Станишеви. Храмът притежава и два украсени със седеф аналоя или певници (поставки за църковни книги), изработени през 1776 г. от Христо Баро, жител на тесалийското село Клино край Трикала.